# Charles Manly
Charles Manly, född 13 maj 1795 i Chatham County, North Carolina, död 1 maj 1871 i Raleigh, North Carolina, var en amerikansk politiker (whig). Han var North Carolinas guvernör 1849–1851.
Manlys far var en troende katolik och modern baptist. Manly själv blev anglikan. Under studietiden vid University of North Carolina at Chapel Hill var han medlem i debattsällskapet Dialectic Society. År 1814 avlade han kandidatexamen, studerade sedan juridik och inledde 1816 sin karriär som advokat. Ett år senare gifte han sig med Charity Hare Haywood. I guvernörsvalet 1848 besegrade Manly demokraten David Settle Reid. Manly efterträdde 1849 William Alexander Graham som guvernör och efterträddes 1851 av Reid.
Manly avled 1871 och gravsattes på City Cemetery i Raleigh.